# Škoda Elroq
La Škoda Elroq è un'autovettura elettrica prodotta dalla casa automobilistica ceca Škoda Auto dal 2024.

## Descrizione

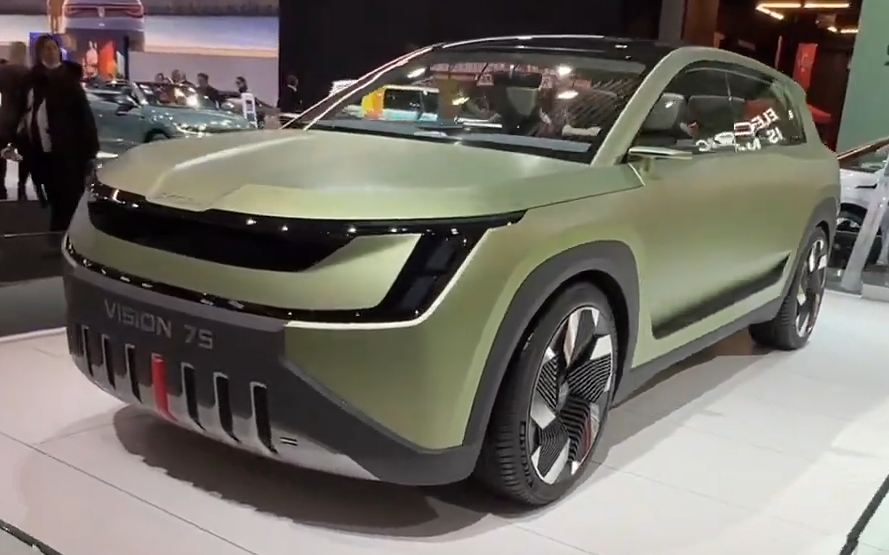
Škoda Vision 7S

Alcuni prototipi e muletti pre-serie camuffati era già stati fatti provare dalla Skoda e sottoporre a dei test alla stampa specializzata a fine giugno 2024.
L'Elroq, anticipata dalla concept car Škoda Vision 7S presentata a Praga nel novembre 2022, ha esordito ufficialmente il 1º ottobre 2024. La vettura viene prodotta in Repubblica Ceca nello stabilimento Skoda di Mladá Boleslav, insieme alla Škoda Enyaq. 
La vettura è un crossover compatto elettrico, basata sulla piattaforma MEB dedicata solo ai veicoli elettrici con motore e trazione posteriore.
La gamma si articola in quattro versioni con 3 pacchi batterie: la 50 con una batteria con una dalla capacità di 52 kWh, la 60 con 58 kWh, la 85 e 85X con 77 kWh.